# Haninge Centrum
Haninge Centrum är ett köpcentrum i Handen nära pendeltågsstationen. Det invigdes 1964 som ett utomhuscentrum och hette då Handens centrum. Det byggdes om under 1980-talet och stod färdigt 1987. I samband med ombyggnaden döptes det om till Haninge Centrum. Centrumet bedrivs och ägs av ett konsortium bestående av Grosvenor, Bouwinvest Reim och en stor kanadensisk institutionell investerare.

## Galleri

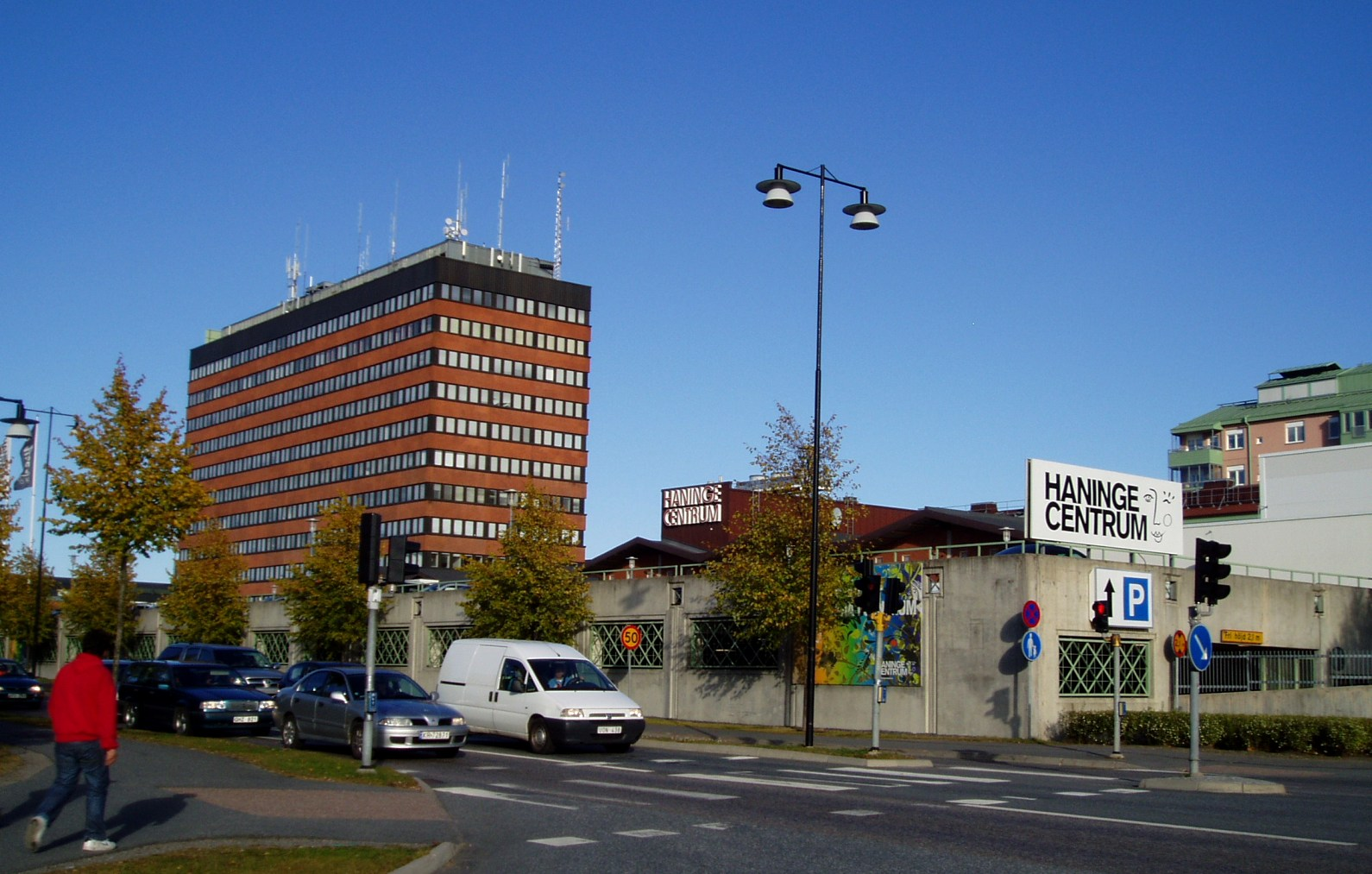
Vy mot Haninge Centrum
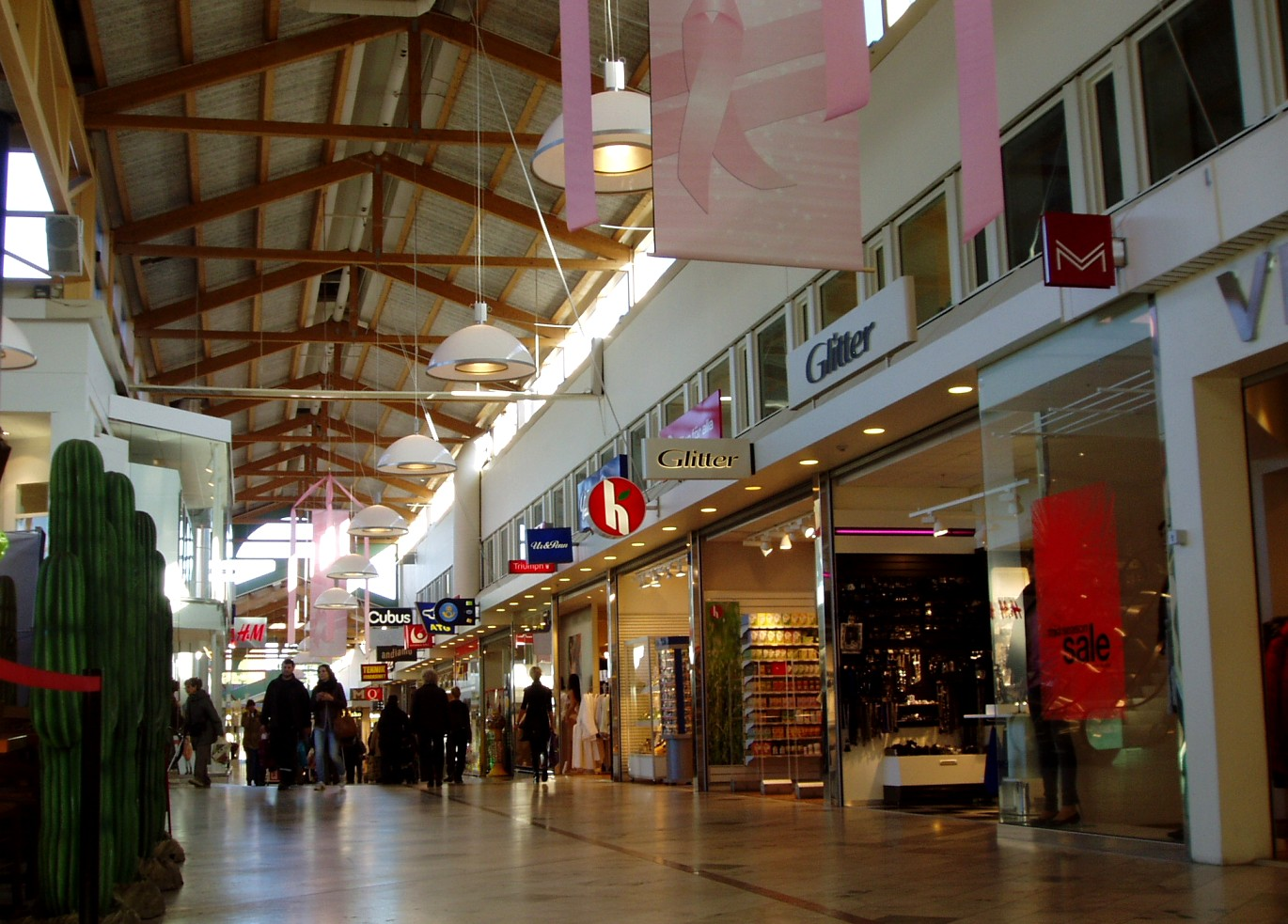
Haninge Centrum, inomhus
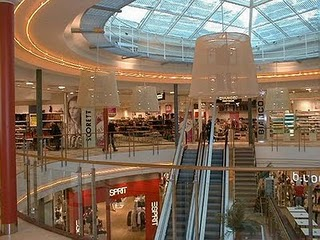
Haninge Centrum, nyöppnade delen